# Hiroshi Shimizu
Hiroshi Shimizu (清水 宏 Shimizu Hiroshi?, 28 de marzo de 1903 – 23 de junio de 1966) fue un director de cine japonés conocido por la naturalidad con la que retrató la sociedad japonesa y más en concreto la vida de los niños en muchas de sus películas.

## Carrera
Shimizu nació en la Prefectura de Shizuoka y asistió a la Universidad de Hokaido, sin llegar a completar sus estudios. Tras incorporarse a los estudios Sochiku en Tokio en 1921, dirigió su primera película en 1924, con solo 21 años de edad. Amigo y colega de Yasujirō Ozu,  dirigiría más de 160 películas durante su carrera.
Sus primeros trabajos giraban en torno a la temática wakadanna, que incluye historias de hijos caprichosos de empresarios ricos que llevan vida de playboy (lo que quizá reflejara su propia experiencia juvenil). A partir de los años 30, sin embargo, aprendió a aprovechar su habilidad con las localizaciones naturales y para trabajar con actores no profesionales, cambiando el tono de sus historias y logrando el beneplácito de críticos como Matsuo Kishi por su realismo. Chris Fujiwara ha llamado la atención sobre el uso que se hacer de la repetición, la levedad de sus argumentos, la especial puntuación narrativa y el toque moderno de la obra de Shimizu.
Sus películas posteriores se centraron en la temática de los niños, influido quizá por su propia experiencia trabajando durante la Segunda Guerra Mundial  ayudando a huérfanos, experiencia que directamente le influyó para crear Los niños del paraíso (o Los niños de la colmena), película de 1948, a la que Jacoby calificó de «obra maestra del neorrealismo».  En sus películas aparecen todo tipo de niños y niñas que sufren por diversos temas: no ser queridos por sus padres o familiares, estar excluidos socialmente, razones económicas y también por sufrir problemas físicos o de salud, como en La escuela de Shinomi, film en el que se narra la puesta en marcha de una escuela para niños discapacitados. Aunque cambie la premisa de la historia, la intención de Shimizu siempre es mostrarnos las consecuencias de la exclusión social para  que reflexionemos sobre la sociedad en sí misma.
Hay una famosa frase de Kenji Mizoguchi que ilustra la consideración y respeto que le tenían sus compañeros de profesión: “Ozu y yo hacemos películas a costa de un duro trabajo, pero Shimizu es un genio"
Shimizu exploró asimismo los temas del sacrificio maternal y, en general, el sufrimiento de las mujeres caídas en desgracia. En estas películas la heroína acepta la carga de mantener a un marido o familiar  para darles la oportunidad de que estudien o se abran camino en la vida. Sin embargo, sus esfuerzos y sacrificios no conducen al objetivo esperado y sus acciones son cuestionadas,a lo que inevitablemente seguirá el drama. Jacoby explica que esto representa esa suerte de doble moral a la que están sometidas las mujeres japonesas, víctimas por un lado de la sumisión que su cultura impone como rol frente al hombre mientras que a la vez es criticada por su forma de manifestar sus reacciones a ese mismo sacrificio.
Murió por un ataque al corazón el 23 de junio de 1966, a los 63 años de edad. A pesar de ser reconocido y respetado en vida, hoy apenas se le recuerda, incluso en Japón. En 2008 Shochiku lanzó dos cajas recopilatorias con 8 de sus películas y en 2009 criterion  lanzó otras 4 (incluidas ya en el set de Sochiku) 4 de ellas.

## Filmografía
| Filmografía de Hiroshi Shimizu | Filmografía de Hiroshi Shimizu             | Filmografía de Hiroshi Shimizu  | Filmografía de Hiroshi Shimizu                  | Filmografía de Hiroshi Shimizu                 |
| ------------------------------ | ------------------------------------------ | ------------------------------- | ----------------------------------------------- | ---------------------------------------------- |
| Año                            | Título en Rōmaji                           | Título en japonés               | Título en inglés                                | Título conocido en español                     |
| 1920s                          |                                            |                                 |                                                 |                                                |
| 1924                           | Tōge no kanata                             | 峠の彼方                        | Beyond the Pass                                 |                                                |
| 1924                           | Yamaotoko no koi                           | 山男の恋                        | The Love of a Mountain Man                      |                                                |
| 1924                           | Koi yori butai e                           | 恋より舞台                      | Theater Before Love                             |                                                |
| 1924                           | Shiragiku no uta                           | 白菊の歌                        | Song of the White Chrysanthemum                 |                                                |
| 1924                           | Koi ni kuruu yaiba                         | 恋に狂ふ刃                      | Love-Crazed Blade                               |                                                |
| 1924                           | Mura no bokujo                             | 村の牧場                        | The Village Pasture                             |                                                |
| 1925                           | Chiisaki tabi geinin                       | 小さき旅芸人                    | The Little Traveling Player                     |                                                |
| 1925                           | Kagaribi no yoru                           | 篝火の夜                        | Bonfire Night                                   |                                                |
| 1925                           | Momoiro no toge                            | 桃色の棘                        | The Pink Thorn                                  |                                                |
| 1925                           | Gekiryū no sakebi                          | 激流の叫び                      | Roar of the Torrent                             |                                                |
| 1925                           | Gijin no yaiba                             | 義人の刃                        | Blade of a Righteous Man                        |                                                |
| 1925                           | Sutaremono                                 | すたれ者                        | The Outdated Man                                |                                                |
| 1925                           | Isshin-ji no hyakuningiri                  | 一心寺の百人斬                  | The Killing of a Hundred Men at Isshinji Temple |                                                |
| 1925                           | Kotetsu no kireaji                         | 虎徹の斬れ味                    | Sharpness of the Blade                          |                                                |
| 1925                           | Ochimusha                                  | 落武者                          | The Fleeing Warrior                             |                                                |
| 1925                           | Koi no honawa                              | 恋の捕縄                        | Snare of Love                                   |                                                |
| 1926                           | Nayamashiki koro                           | 悩ましき頃                      | Lovelorn Times                                  |                                                |
| 1926                           | Bijin to rōnin                             | 美人と浪人                      | The Beauty and the Ronin                        |                                                |
| 1926                           | Shinjū Satsuma uta                         | 心中薩摩歌                      | Song of a Double Suicide in Satsuma             |                                                |
| 1926                           | Shinku no jōnetsu                          | 真紅の情熱                      | Crimson Passion                                 |                                                |
| 1926                           | Kyōko to Shizuko                           | 京子と倭文子                    | Kyoko and Shizuko                               |                                                |
| 1926                           | Uragiraremono                              | 裏切られ者                      | The Betrayed Man                                |                                                |
| 1926                           | Yōtō                                       | 妖刀                            | The Amorous Blade                               |                                                |
| 1926                           | Kyōdoranshin                               | 狂怒乱心                        | Feelings in Turmoil                             |                                                |
| 1926                           | Nageki no bara                             | 嘆きの薔薇                      | Roses of Grief                                  |                                                |
| 1927                           | Sannin no musume                           | 三人の娘                        | Three Daughters                                 |                                                |
| 1927                           | Oteru to Oyuki                             | お照とお雪                      | Oteru and Oyuki                                 |                                                |
| 1927                           | Kare to mibōjin                            | 彼と未亡人                      | He and the Widow                                |                                                |
| 1927                           | Kyōren no Maria                            | 狂恋のマリア                    | Love-Crazed Madonna                             |                                                |
| 1927                           | Haru no ame                                | 春の雨                          | Spring Rain                                     |                                                |
| 1927                           | Renbo yasha                                | 恋慕夜叉                        | Idol of Love                                    |                                                |
| 1927                           | Koi wa kusemono                            | 恋は曲者                        | Love is Tricky                                  |                                                |
| 1927                           | Honoo no sora                              | 炎の空                          | Flaming Sky                                     |                                                |
| 1927                           | Jinsei no namida                           | 人生の涙                        | Tears of Life                                   |                                                |
| 1927                           | Fukeiki seibatsu                           | 不景気征伐                      | Victory over the Depression                     |                                                |
| 1927                           | Shusse no chikamichi                       | 出世の近道                      | Shortcut to Success                             |                                                |
| 1927                           | Inaka no dateotoko                         | 田舎の伊達男                    | A Country Dandy                                 |                                                |
| 1928                           | Aiyoku hensōzu                             | 愛欲変相図                      | A Portrait of Changing Love                     |                                                |
| 1928                           | Umi ni sakebu onna                         | 海に叫ぶ女                      | The Woman Who Calls to the Sea                  |                                                |
| 1928                           | Ren’ai futari angya                        | 恋愛二人行脚                    | A Couple's Pilgrimage of Love                   |                                                |
| 1928                           | Odore wakamono                             | 踊れ若者                        | Dance, Young People                             |                                                |
| 1928                           | Shōwa no onna                              | 昭和の女                        | A Woman of the Showa Period                     |                                                |
| 1928                           | Osananajimi                                | 幼なじみ                        | Childhood Friends                               |                                                |
| 1928                           | Hirotta hanayome                           | 拾った花嫁                      | A Picked-Up Bride                               |                                                |
| 1928                           | Yamabiko                                   | 山彦                            | Mountain Echo                                   |                                                |
| 1928                           | Utsukushiki hōhaitachi                     | 美しき朋輩達                    | Beautiful Best friends                          |                                                |
| 1929                           | Mori no kajiya                             | 森の鍛冶屋                      | The Village Blacksmith                          |                                                |
| 1929                           | Ahiru onna                                 | あひる女                        | Duck Woman                                      |                                                |
| 1929                           | Tōkyō no majutsu                           | 東京の魔術                      | Magic of Tokyo                                  |                                                |
| 1929                           | Sutteki gāru                               | ステッキガール                  | Escort Girls                                    |                                                |
| 1929                           | Ukikusa musume tabifūzoku                  | 浮草娘旅風俗                    | Travel Manners of a Vagrant Girl                |                                                |
| 1929                           | Mura no ōja                                | 村の王者                        | The Village Champion                            |                                                |
| 1929                           | Yōkina uta                                 | 陽気な唄                        | Cheerful Song                                   |                                                |
| 1929                           | Oya                                        | 親                              | Parent                                          |                                                |
| 1929                           | Jiman no segare                            | 自慢の倅                        | Proud of My Son                                 |                                                |
| 1929                           | Fue no shiratama                           | 不壊の白珠                      | Undying Pearl                                   | Corazón eterno                                 |
| 1929                           | Chichi no negai                            | 父の願ひ                        | Father's Desire                                 |                                                |
| 1929                           | Renbo kouta                                | 恋慕小唄                        | Short Song of Love                              |                                                |
| 1929                           | Ren’ai: Daiikka                            | 恋愛第一課                      | Love: Part One                                  |                                                |
| 1930s                          |                                            |                                 |                                                 |                                                |
| 1930                           | Kōshin tsumi ari                           | 紅唇罪あり                      | Sin on Red Lips                                 |                                                |
| 1930                           | Shinjitsu no ai                            | 真実の愛                        | True Love                                       |                                                |
| 1930                           | Kiro ni tachite                            | 岐路に立ちて                    | Standing at a Crossroads                        |                                                |
| 1930                           | Hōyō                                       | 抱擁                            | Embrace                                         |                                                |
| 1930                           | Umi no kōshinkyoku                         | 海の行進曲                      | March of the Sea                                |                                                |
| 1930                           | Uwaki bakari wa betsumono da               | 浮気ばかりは別者だ              | Filtration Is Another Thing                     |                                                |
| 1930                           | Seishun no chi wa odoru                    | 青春の血は躍る                  | Youthful Blood Dances                           |                                                |
| 1930                           | Kiri no naka no akebono                    | 霧の中の曙                      | Daybreak in the Mist                            |                                                |
| 1930                           | Shin jidai ni ikiru                        | 新時代に生きる                  | Living in a New Era                             |                                                |
| 1931                           | Gaki daishō                                | 餓鬼大将                        | Bully                                           |                                                |
| 1931                           | Ginga                                      | 銀河                            | The Milky Way                                   |                                                |
| 1931                           | Konsen nita fūfu                           | 混線ニタ夫婦                    | Crossed Line Between Husband and Wife           |                                                |
| 1931                           | Ureibana                                   | 有憂華                          | Follower of Grief                               |                                                |
| 1931                           | Sorya jikkan yo                            | そりゃ実感よ                    | Chalk It Up to Experience                       |                                                |
| 1931                           | Kagayaku ai                                | かがやく愛                      | Shining Love                                    |                                                |
| 1931                           | Kono haha ni tsumi ari ya                  | この母に罪ありや                | This Mother Has Sinned                          |                                                |
| 1931                           | Jinsei no fūsha                            | 人生の風車                      | Windmill of Life                                |                                                |
| 1931                           | Seishunzue                                 | 青春図会                        | An Illustrated Guide to Youth                   |                                                |
| 1931                           | Nanatsu no umi: Zenpen: Shojo hen          | 七つの海 前篇 処女篇            | Seven Seas: Part One: Virginity Chapter         | Siete Mares. Parte I                           |
| 1932                           | Jōnetsu                                    | 情熱                            | Passion                                         |                                                |
| 1932                           | Nanatsu no umi: Kōhen: Teisō hen           | 七つの海 後篇 貞操篇            | Seven Seas: Part Two: Chastity Chapter          | Siete mares. Parte 2                           |
| 1932                           | Manshū kōshinkyoku                         | 満州行進曲                      | Manchurian Marching Song                        |                                                |
| 1932                           | Rikugun daikōshin                          | 陸軍大行進                      | The Army's Big March                            |                                                |
| 1932                           | Umi no ōja                                 | 海の王者                        | King of the Sea                                 |                                                |
| 1932                           | Ai no bōfūrin                              | 愛の防風林                      | Love's Windbreak                                |                                                |
| 1932                           | Byakuya wa akuru                           | 白夜は明くる                    | Dawn after the Midnight Sun                     |                                                |
| 1932                           | Gakuseigai no hanagata                     | 学生街の花形                    | The Star of the Student Quarter                 |                                                |
| 1932                           | Bōfūtai                                    | 暴風帯                          | Stormy Region                                   |                                                |
| 1933                           | Nemure haha no mune ni                     | 眠れ母の胸に                    | Sleep, at Mother's Breast                       |                                                |
| 1933                           | Nakinureta haru no onna yo                 | 泣き濡れた春の女よ              | The Lady Who Wept in Spring                     |                                                |
| 1933                           | Minato no Nihon musume                     | 港の日本娘                      | Japanese Girls at the Harbour                   | Chicas japonesas en el puerto                  |
| 1933                           | Ren’ai ittōryū                             | 恋愛一刀流                      | Dexterity in Love                               |                                                |
| 1933                           | Tabine no yume                             | 旅寝の夢                        | A Traveler's Dream                              |                                                |
| 1933                           | Daigaku no wakadanna                       | 大学の若旦那                    | The Boss's Son at College                       |                                                |
| 1934                           | Tōyō no haha                               | 東洋の母                        | Mother from the Far East                        |                                                |
| 1934                           | Koi o shirisome mōshisōrō                  | 恋を知りそめ申し候              | Want to Know about Love                         |                                                |
| 1934                           | Daigaku no wakadanna: Buyūden              | 大学の若旦那・武勇伝            | The Boss's Son at College: Record of Valor      |                                                |
| 1934                           | Gion bayashi                               | 祇園囃子                        | Gion Festival Music                             |                                                |
| 1934                           | Daigaku no wakadanna: Taiheiraku           | 大学の若旦那・太平楽            | The Boss's Son at College: Shooting the Breeze  |                                                |
| 1934                           | Kinkanshoku                                | 金環蝕                          | Eclipse                                         | Eclipse                                        |
| 1934                           | Ren’ai shūgaku ryokō                       | 恋愛修学旅行                    | Love on a School Excursion                      |                                                |
| 1934                           | Daigaku no wakadanna: Nihonbare            | 大学の若旦那・日本晴れ          | The Boss's Son: Cloudless Skies                 |                                                |
| 1935                           | Tōkyō no eiyū                              | 東京の英雄                      | A Hero of Tokyo                                 | El héroe de Tokio                              |
| 1935                           | Wakadanna haruranman                       | 若旦那 春爛漫                   | The Boss's Son's Youthful Innocence             |                                                |
| 1935                           | Kare to kanojo to shōnentachi              | 彼と彼女と少年達                | The Man and the Woman and the Boys              |                                                |
| 1935                           | Sōshinzō                                   | 双心臓                          | Double Heart                                    |                                                |
| 1935                           | Ren’ai gōka ban                            | 恋愛豪華版                      | Love in Luxury                                  |                                                |
| 1936                           | Wakadanna hyakumangoku                     | 若旦那 百万石                   | The Boss's Son Is a Millionaire                 |                                                |
| 1936                           | Kanjō sanmyaku                             | 感情山脈                        | Mountain Range of Emotion                       |                                                |
| 1936                           | Arigatō-san                                | 有りがたうさん                  | Mr. Thank You                                   | Sr. Gracias                                    |
| 1936                           | Ai no hōsoku                               | 愛の法則                        | Law of Love                                     |                                                |
| 1936                           | Jiyū no tenchi                             | 自由の天地                      | Heaven and Earth Are Free                       |                                                |
| 1936                           | Kimi yo takaraka ni utae                   | 君よ高らかに歌へ                | Sing in a Loud Voice                            |                                                |
| 1936                           | Seishun mankanshoku                        | 青春満艦飾                      | Youth in Full Dress                             |                                                |
| 1937                           | Ren’ai muteki kantai                       | 恋愛無敵艦隊                    | Loves of the Invincible Fleet                   |                                                |
| 1937                           | Konjiki yasha                              | 金色夜叉                        | The Golden Demon                                |                                                |
| 1937                           | Koi mo wasurete                            | 恋も忘れて                      | Forget Love for Now                             | Olvida el amor por ahora                       |
| 1937                           | Saraba sensen e                            | さらば戦線へ                    | Farewell, I Go to the Front                     |                                                |
| 1937                           | Kaze no naka no kodomo                     | 風の中の子供                    | Children in the Wind                            |                                                |
| 1937                           | Hanagata senshu                            | 花形選手                        | A Star Athlete                                  | Un atleta de primera                           |
| 1938                           | Shin katei reki                            | 新家庭暦                        | New Domestic History                            |                                                |
| 1938                           | Shuppatsu                                  | 出発                            | Departure                                       |                                                |
| 1938                           | Ōenka                                      | 応援歌                          | Cheerleaders’ Song                              |                                                |
| 1938                           | Anma to onna                               | 按摩と女                        | The Masseurs and a Woman                        |                                                |
| 1938                           | Katei nikki                                | 家庭日記                        | Family Diary                                    |                                                |
| 1939                           | Isōrō wa takaibiki                         | 居候は高鼾                      | A Freeloader's Big Snore                        |                                                |
| 1939                           | Kodomo no shiki                            | 子供の四季                      | Four Seasons of Children                        |                                                |
| 1939                           | Onna no fūzoku: Daiichiwa: Ojōsan no nikki | 女の風俗 第一話お嬢さんの日記   | A Woman's Panners: Part One: Young Girl's Diary |                                                |
| 1939                           | Hana no aru zassō                          | 花のある雑草                    | Flowering Weed                                  |                                                |
| 1939                           | Kuwa no mi wa akai                         | 桑の実は紅い                    | Mulberries Are Red                              |                                                |
| 1940s                          |                                            |                                 |                                                 |                                                |
| 1940                           | Watashi ni wa otto ga aru                  | 私には夫がある                  | I Have a Husband                                |                                                |
| 1940                           | Nobuko                                     | 信子                            | Nobuko                                          |                                                |
| 1940                           | Tomodachi                                  | ともだち                        | Friends                                         |                                                |
| 1940                           | Nyonin tenshin                             | 女人転心                        | Woman's Fickle Heart                            |                                                |
| 1941                           | Mikaeri no tō                              | みかへりの搭                    | Introspection Tower                             | La torre de la introspección                   |
| 1941                           | Utajo oboegaki                             | 歌女おぼえ書                    | Notes of an Itinerant Performer                 | Notas de un artista errante                    |
| 1941                           | Donguri to shiinomi                        | 団栗と椎の実                    | Acorns                                          |                                                |
| 1941                           | Akatsuki no gasshō                         | 暁の合唱                        | Dawn Chorus                                     |                                                |
| 1941                           | Kanzashi                                   | 簪                              | Ornamental Hairpin                              | La horquilla                                   |
| 1942                           | Joi no kiroku                              | 女医の記録                      | Record of a Woman Doctor                        |                                                |
| 1942                           | Kyōdai kaigi                               | 兄妹会議                        | Meeting of a Brother and Sister                 |                                                |
| 1943                           | Sayon no kane                              | サヨンの鐘                      | Sayon's Bell                                    | La campana de Sayon                            |
| 1945                           | Hisshōka                                   | 必勝歌                          | Victory Song                                    | La canción de la victoria                      |
| 1948                           | Hachi no su no kodomotachi                 | 蜂の巣の子供たち                | Children of the Beehive                         | Los niños del paraíso/ Los niños de la colmena |
| 1948                           | Asu wa nihonbare                           | 明日は日本晴れ                  | Tomorrow There Will Be Fine Weather             |                                                |
| 1949                           | Musume jūhachi usotsuki jidai              | 娘十八嘘つき時代                | At Eighteen a Girl Tells Lies                   |                                                |
| 1949                           | Ohara Shōsuke-san                          | 小原庄助さん                    | Ohara Shōsuke                                   | El Señor Shosuke Ohara                         |
| 1950s                          |                                            |                                 |                                                 |                                                |
| 1950                           | Bojō                                       | 母情                            | A Mother's Love                                 | Amor de madre                                  |
| 1951                           | Sono go no hachi no su no kodomotachi      | その後の蜂の巣の子供達          | Children of the Beehive: What Happened Next     |                                                |
| 1951                           | Momo no hana no saku shita de              | 桃の花の咲く下で                | Under the Blossoming Peach                      |                                                |
| 1952                           | Daibutsu-sama to kodomotachi               | 大仏さまと子供たち              | Children of the Great Buddha                    |                                                |
| 1953                           | Mogura yokochō                             | もぐら横丁                      | Mole Alley                                      |                                                |
| 1953                           | Nara ni wa furuki hotoketachi              | 奈良には古き仏たち              | Ancient Buddhas of Nara                         |                                                |
| 1953                           | Tokai no yokogao                           | 都会の横顔                      | Profile of a City                               |                                                |
| 1954                           | Daini no seppun                            | 第二の接吻                      | The Second Kiss                                 |                                                |
| 1954                           | Tōshōdai-ji nite obāsan to kodomotachi     | 唐招提寺にて お婆さんと子供たち | Old Woman and Children at Toshodai-ji           |                                                |
| 1955                           | Shiinomi gakuen                            | しいのみ学園                    | The Shiinomi School                             | La escuela Shinomi                             |
| 1955                           | Jirō monogatari                            | 次郎物語                        | The Tale of Jiro                                | La historia de Jiro                            |
| 1956                           | Naze kanojora wa sō natta ka               | 何故彼女等はそうなったか        | Why Did These Women Become Like This?           |                                                |
| 1956                           | Ninjō baka                                 | 人情馬鹿                        | Stupid with Kindness                            |                                                |
| 1956                           | Haha o motomeru kora                       | 母を求める子等                  | Children Seeking a Mother                       |                                                |
| 1956                           | Kiri no oto                                | 霧の音                          | Sound in the Mist                               |                                                |
| 1957                           | Odoriko                                    | 踊子                            | Dancing Girl                                    |                                                |
| 1958                           | Haha no tabiji                             | 母の旅路                        | A Mother's Journey                              |                                                |
| 1959                           | Haha no omokage                            | 母のおもかげ                    | Image of a Mother                               |                                                |